# نارانوالا (۱)
نارانوالا (به لاتین: Naranwala) یک منطقهٔ مسکونی در سری‌لانکا است که در استان مرکزی (سری‌لانکا) واقع شده‌است.